# دانیل ارنمن
دانیل ارنمن (انگلیسی: Daniel Ernemann؛ زادهٔ ۱۸ فوریهٔ ۱۹۷۶) بازیکن فوتبال اهل آلمان است.
از باشگاه‌هایی که در آن بازی کرده‌است می‌توان به باشگاه فوتبال بایرن مونیخ ۲، باشگاه فوتبال دینامو درسدن، باشگاه فوتبال آگسبورگ، باشگاه فوتبال یونیون برلین، و باشگاه فوتبال بایرن مونیخ اشاره کرد.